# 天主教聖拉斐爾教區
天主教聖拉斐爾教區（拉丁語：Dioecesis Fororaphaëliensis）是阿根廷一個羅馬天主教教區，屬門多薩總教區。
教區成立於1961年4月10日，包括門多薩省南部三市。2004年有教友195,500人（佔轄區總人口85.0%）、廿八個堂區、九十一名司鐸。現任教區主教為愛德華·馬利亞·陶西格。